# 陳東光
陳東光（1507年—？），字叔晦，號平岡，河南開封府鈞州人，匠籍，明朝政治人物。

## 生平
嘉靖十三年（1534年）甲午科河南鄉試第六十五名舉人。嘉靖十四年（1535年）中式乙未科會試第一百四十五名，登第三甲第六十二名進士。改庶吉士，十六年正月授翰林院检讨，二十四年闰正月充《大明会典》纂修官。本年贬任长垣县县丞，量移章丘县知县，二十七年（1548年）升任大名府同知，后任江西瑞州知府，歷山東按察司副使，官至四川右布政使，卒于官。

## 家族
曾祖陳綱；祖父陳謙；父陳璣，母馬氏。具庆下。弟東輝、東漸。